# علی پورجوادی
علی پورجوادی (زادهٔ ۲۳ اسفند ۱۳۲۷، تهران) شیمی‌دان و استاد ممتاز دانشگاه صنعتی شریف است.

## اطلاعات شخصی و تحصیلی
علی پورجوادی در اسفند ماه ۱۳۲۷ در محلۀ قنات‌آباد (مولوی) تهران به دنیا آمد. به دلیل علاقۀ پدرش به مبانی دینی، تحصیلات ابتدایی و متوسطۀ خود را در دبستان و دبیرستان جعفری اسلامی واقع در بازارچۀ شاهپور (وحدت اسلامی کنونی) گذراند. 
پس از اخذ دیپلم ریاضی، در رشتۀ شیمی دانشگاه ملی ایران (شهید بهشتی) پذیرفته شد. با اتمام دوران کارشناسی و خدمت نظام وظیفه، در سال ۱۳۵۱ برای ادامۀ تحصیل راهی فرانسه شد و در سال ۱۳۵۲ موفق به اخذ گواهینامۀ دورۀ طیف‌سنجی و پیوندهای شیمیایی از مرکز دانشگاهی اُرَن مولوز شد. سپس عازم دانشگاه پیر و ماری کوری (دانشگاه سوربن) شد و در رشتۀ شیمی پلیمر ادامه تحصیل داد و موفق به دریافت دیپلم مطالعات عمیق (D.E.A.) شد و در نهایت پس از گذشت یک سال مدرک دکتری سیکل سوم خود را گرفت.
او یکی از شاگردان پروفسور شامپوتیه پدر شیمی پلیمر فرانسه بود. پورجوادی سال ۱۳۵۴ به ایران بازگشت و جذب ادارۀ کل صنایع غذایی دارویی وزارت صنایع و معادن شد. ناسازگاری روحیات و خلق و خوی او با چنین محیطی باعث شد بار دیگر در خرداد ۱۳۵۶ راهی فرانسه شود تا دانشنامۀ دکتری دولتی (بالاترین مدرک علمی فرانسه) را دریافت کند. او بار دیگر پس از پایان یافتن تحصیلات تکمیلی‌اش سال ۱۳۵۹ (همزمان با انقلاب فرهنگی دانشگاه‌ها) وارد ایران شد. 
پورجوادی از بدو تأسیس مرکز نشر دانشگاهی وابسته به ستاد انقلاب فرهنگی به مدت ۲۵ سال در سمت‌های رئیس گروه شیمی و مهندسی شیمی، معاون پژوهشی و امور ویرایش و نیز قائم مقامی از آذر سال ۱۳۵۹ تا ۱۳۸۴ با این مرکز همکاری داشته‌است. پورجوادی سال ۱۳۶۱ بلافاصله پس از بازگشایی دانشگاه‌ها، جذب گروه شیمی دانشگاه صنعتی شریف شد و در حال حاضر با رتبۀ استاد ممتازی به فعالیت‌های آموزشی-پژوهشی خود در این دانشگاه ادامه می‌دهد.

## جوایز و افتخارات
1. پژوهشگر برتر دانشگاه صنعتی شریف در دوره‌های (۱۳۷۸، ۱۳۸۱، ۱۳۸۶، ۱۳۸۷، ۱۳۹۲ و ۱۴۰۰)
2. جایزۀ تألیف کتاب، دانشگاه صنعتی شریف، فرهنگ فشردۀ شیمی و مهندسی شیمی، مرکز نشر دانشگاهی ۱۳۸۳، شیمی آلی، انتشارات فاطمی ۱۳۹۳، واژه‌نامۀ علوم و فناوری شیمی، فرهنگ معاصر ۱۳۹۵)
3. استاد نمونۀ کشوری، وزارت علوم، تحقیقات و فناوری ۱۳۸۵
4. جایزۀ شیمیدان برجستۀ پلیمر، پژوهشگاه پلیمر و پتروشیمی ایران، ۱۳۸۵ [۲]
5. پژوهشگر برتر استان تهران، وزارت علوم، تحقیقات و فناوری، ۱۳۸۶
6. دانشمند برتر کشورهای اسلامی (COMSTECH)، ۱۳۸۷
7. یک درصد اول پر استنادترین شیمیدان جهان بر اساس رتبه‌بندی ISI در سال۱۳۹۲[۳]
8. شیمیدان آلی برجستۀ انجمن شیمی ایران، ۱۳۹۴
9. دو درصد اول دانشگر جهان بر اساس رتبه‌بندی دانشگاه استنفورد، ۱۴۰۰

## فعالیت‌های دیگر
- رئیس و عضو گروه واژه‌گزینی شیمی مرکز نشر دانشگاهی (۱۳۸۵–۱۳۶۱)
- مدیر مسئول و سردبیر مجلۀ شیمی ایران از انتشارات مرکز نشر دانشگاهی(۱۳۸۵–۱۳۶۷)
- عضو شورای واژه‌گزینی فرهنگستان زبان و ادب فارسی، (تاکنون-۱۳۷۴)
- عضو شورای برنامه‌ریزی (گروه شیمی) وزارت علوم، تحقیقات و فناوری (۱۳۹۰–۱۳۶۹ و تاکنون-۱۳۹۸)
- ریاست دانشکدۀ شیمی، دانشگاه صنعتی شریف (۱۳۹۳–۱۳۸۷)
- مدیر عامل مؤسسه انتشارات علمی دانشگاه صنعتی شریف (۱۳۹۹-۱۳۹۷)

## آثار
وی سابقه تألیف، ترجمه و ویرایش بیش از ۵۰ کتاب دانشگاهی را در کارنامه فرهنگی خود دارد که انتشار سه‌گانه وی با عناوین «واژه‌نامۀ علوم و فناوری شیمی»، «واژگان شیمی و مهندسی شیمی» و «فرهنگ شیمی و مهندسی شیمی» سهم عمده‌ای در یکدست‌سازی کتاب‌های شیمی دبیرستانی و دانشگاهی در چهار دهۀ اخیر داشته‌است.

### کتاب‌های تألیفی
1. واژه‌نامۀ شیمی (انگلیسی-فارسی، فارسی-انگلیسی)؛ مرکز نشر دانشگاهی (ویرایش اول ۱۳۶۰، ویرایش دوم ۱۳۶۴، ویرایش سوم ۱۳۷۰، ویرایش چهارم ۱۳۷۷، ویرایش پنجم ۱۳۸۴)
2. واژگان شیمی و مهندسی شیمی (انگلیسی- فارسی، فارسی-انگلیسی)؛ مرکز نشر دانشگاهی (ویرایش اول ۱۳۶۹، ویرایش دوم۱۳۷۹)
3. واژه‌نامۀ علوم و تکنولوژی (انگلیسی-فارسی، فارسی-انگلیسی)؛ مرکز نشر دانشگاهی، ۱۳۷۳
4. فرهنگ فشرده شیمی و مهندسی شیمی (انگلیسی-فارسی، فارسی-انگلیسی)؛ مرکز نشر دانشگاهی، ۱۳۸۲
5. رسم ساختارهای شیمیایی (راهنمای نرم‌افزار (ISIS/Draw؛ مرکز نشر دانشگاهی، ۱۳۸۶
6. شیمی با نگرش تحلیلی (سه جلد)؛ انتشارات فاطمی، ۱۳۹۰
7. واژه‌نامۀ علوم و فناوری شیمی (انگلیسی-فارسی، فارسی-انگلیسی)؛ فرهنگ معاصر، ۱۳۹۳
8. شیمی آلی؛ انتشارات فاطمی، ۱۳۹۵

### کتاب‌های ترجمه شده
1. بسپارهای آلی، تألیف کلود اوبینو، رولان اودبر؛ مرکز نشر دانشگاهی، ۱۳۶۷
2. لاستیک‌ها و الیاف مصنوعی، نویسنده: ژان ون؛ سازمان انتشارات و آموزش انقلاب اسلامی، ۱۳۷۰
3. شیمی آلی معاصر، جلد دوم، تألیف اندرول، ترنی؛ مرکز نشر دانشگاهی، ۱۳۷۱
4. شیمی آلی، جلد اول تا سوم، تألیف موریسون، بوید؛ مرکز نشر دانشگاهی، ۱۳۷۱
5. شیمی آلی، تألیف روبرت پانیکو؛ مرکز نشر دانشگاهی، ۱۳۷۳
6. نام‌گذاری در شیمی آلی، اتحادیه بین‌المللی شیمی محض و کاربردی (آیوپاک)؛ مرکز نشر دانشگاهی، ۱۳۷۳
7. شیمی عمومی، جلد اول و دوم، تألیف چارلز ای. مورتیمر؛ مرکز نشر دانشگاهی، ۱۳۷۶
8. سه هزار مسئله حل شده در شیمی آلی، تألیف استل کی. میسلیچ، هربرت میسلیچ، ژاکوب شرفکین؛ مرکز نشر دانشگاهی، ۱۳۷۸
9. حل تمرین‌های مبانی شیمی تجزیه، تألیف اسکوگ، وست، هالر؛ مرکز نشر دانشگاهی، ۱۳۷۸
10. شیمی آلی عملی تألیف آرتور آی. وگل؛ مرکز نشر دانشگاهی، ۱۳۸۱
11. شیمی صنعتی، صنایع فرایندهای شیمیایی شریو، تألیف جورج تی. آستین؛ مرکز نشر دانشگاهی، ۱۳۸۶
12. شیمی آلی پیشرفته (واکنش‌ها و سنتز)، تألیف فرانسیس کری، ریچارد ساندبرگ؛ نشر پژوهشی نو آوران شریف، ۱۳۹۲